# فرهنگ اینترنت
فرهنگ اینترنت یا فرهنگ رایانه‌ای فرهنگ نو ظهوری برای استفاده از شبکه های کامپیوتری در زمینه‌های ارتباط با سرگرمی و کسب و کار است. همچنین فرهنگ اینترنت عبارت است از مطالعه پدیده‌های اجتماعی مرتبط با اینترنت و دیگر اشکال جدیدی از ارتباطات شبکه مانند جوامع آنلاین، بازی‌های آنلاین چند نفره، بازی‌های اجتماعی، رسانه های اجتماعی، نرم‌افزار موبایل، واقعیت افزوده، پیام کوتاه و شامل مسائل مربوط به هویت، حریم خصوصی و شکل‌گیری شبکه است.

## بررسی کلی
از آنجایی که مشخص کردن دقیق مرزها برای فرهنگ مجازی امکان‌پذیر نیست این اصطلاح با انعطاف‌پذیری زیادی به کار می‌رود و به شرایط مختلفی می‌تواند اشاره داشته باشد که بر سرشان بحث وجود دارد.از این اصطلاح معمولاً برای اشاره به فرهنگ در جامعه‌های مجازی استفاده می‌شود اما استفاده از آن را می‌توان به دامنه وسیع‌تری از موضوعات سایبری مثل سایبرنتیک و سایبورگ جامعه انسانی یا بدن انسان تعمیم داد. جنبش‌های فکری و فرهنگی همچون بیانیه سایبورگ و سایبرپانک نیز با این واژه سر و کار دارند. این اصطلاح به‌طور غیرمستقیم یک آینده‌نگاری در خود دارد.

## جلوه و پدیداری
نمود فرهنگ سایبری در تعاملات مختلف انسان توسط شبکه‌های رایانه‌ای دیده می‌شود. این می‌تواند شامل فعالیت‌ها، بازی‌ها، ... باشد. بعضی از آن‌ها در نرم‌افزارهایی خاص وجود دارند و بعضی در پروتکل‌های اینترنتی پذیرفته شده توسط عموم. مثال‌های آن شامل موارد زیر و چیزهای دیگر است:
- وبلاگ
- بی‌بی‌اس
- گفتگوی اینترنتی
- تجارت الکترونیک
- بازی‌های آنلاین
- تالار گفتگو
- میم اینترنتی
- نوانما
- اشتراک فایل همتا به همتا
- خدمات شبکه‌های اجتماعی
- یوزنت
- دنیای مجازی
- ویکی

## پژوهش‌های وابسته
مطالعات فرهنگ مجازی به مطالعه موضوعات مختلفی می‌پردازند از جمله جامعه‌هایی که در فضای شبکه رایانه‌ای ظاهر می‌شوند و با به‌کارگیری فناوری مدرن نگهداری می‌شوند. دانشجویان فرهنگ مجازی با علوم مختلفی سر و کار دارند مثل سیاست، فلسفه، جامعه‌شناسی و روان‌شناسی.  
از جمله نظریه‌پردازان و منتقدان که آثار در زمینه فرهنگ مجازی داشته‌اند یا تأثیرگذار بوده‌اند می‌توان به موارد زیر اشاره کرد: دانا هاراوی، سادی پلانت، بروس استرلینگ، ژان بودریار، Kevin Kelly، Wolfgang Schirmacher، Pierre Lévy، ...